# Liste des 33 meilleurs footballeurs d'URSS
La liste des 33 meilleurs footballeurs d'URSS (en russe : Список 33 лучших футболистов сезона в СССР) est une liste annuelle mettant en valeur les meilleurs joueurs de l'année dans les compétitions de football soviétiques en fonction de leur positionnement. Elle est établie pour la première fois en 1928, puis à nouveau en 1930, 1933 et 1938, et contenait selon les années 33 à 55 joueurs, soit trois à cinq par poste. 
La liste devient ensuite annuelle, tandis que son format est fixé à 33 joueurs, trois par poste, à partir de la saison 1948. Elle est alors établie à l'issue de chaque saison par le Présidium de la Fédération d'Union soviétique de football, sur proposition du Conseil national des entraîneurs. Le prix n'a aucun lien avec celui de footballeur soviétique de l'année, qui est décerné de 1964 à 1991 sur la base d'un sondage effectué auprès des journalistes, plutôt que des entraîneurs.
Après la dislocation de l'URSS en 1991, l'établissement de la liste se poursuit sous l'autorité de la nouvelle Fédération russe de football dans le cadre cette fois du championnat russe (ru).